# Licia Troisi
Licia Troisi (ur. 25 listopada 1980 roku w Rzymie) – włoska pisarka.
Pierwsze opowiadanie napisała dla swoich rodziców w wieku 7 lat. Studiowała astrofizykę i pracuje w rzymskim obserwatorium jako astrofizyk. W wieku 21 lat zaczęła pracować nad swoją pierwszą trylogią Cronache del Mondo Emerso (Kroniki Świata Wynurzonego). Zostały one wydane przez wydawnictwo Mondadori, w Polsce wydało je wydawnictwo Videograf. Wszystkie części tej trylogii znalazły się w pierwszej dziesiątce na liście bestsellerów we Włoszech. Następna trylogia nosiła tytuł Le Guerre del Mondo Emerso (Wojny Świata Wynurzonego), a jej pierwsza część Sekta Zabójców została wydana w nakładzie 300 000 egzemplarzy.

## Twórczość
Kroniki Świata Wynurzonego (Le Cronache del Mondo Emerso),
- Nihal z Krainy Wiatru (Nihal della terra del vento), cz. I
- Misja Sennara (La missione di Sennar), cz. II
- Talizman Mocy (Il talismano del potere), cz. III

 Wojny Świata Wynurzonego (Le Guerre del Mondo Emerso),
- Sekta Zabójców (La setta degli assassini), cz. I
- Dwie Wojowniczki (Le due guerriere), cz. II
- Nowe Królestwo (Un Nuovo Regno), cz. III

 Legendy Świata Wynurzonego (Le Leggende del Mondo Emerso),
- Przeznaczenie Adhary (Il destino di Adhara), cz.I
- Córka krwi (Figlia del Sangue), cz.II
- Ostatni bohaterowie (Gli Ultimi Eroi), cz.III

 Dziedziczka smoka (La ragazza drago),
- Testament Thubana (L’eredità di Thuban), cz. I
- Drzewo Idhunn (L’albero di Idhunn), cz. II
- Klepsydra Aldibaha (La clessidra di Aldibah), cz. III
- I Gemelli di Kuma, cz. IV
- L'ultima battaglia, cz. V

 Królestwa Nashiry (I regni di Nashira),
- Marzenie Talithy (Il sogno di Talitha)
- Miecze Buntowników (Le spade dei ribelli)
- Il sacrificio